# Association des universités et des facultés chrétiennes en Asie
L'Association des Universités et des Facultés Chrétiennes en Asie (AUFCA en français, ACUCA en anglais pour Association of Christian Universities and Colleges in Asia) est une association des universités et facultés chrétiennes situées en Asie. Il y a cinquante-sept établissements qui sont membres de l’association : trois à Hong Kong, deux en Inde, douze en Indonésie, dix au Japon, neuf en Corée, neuf aux Philippines, huit à Taïwan et quatre en Thaïlande.
Le président actuel de l'AUFCA est le Docteur Vincent Han-Sun Chiang (zh). Il est aussi le président de l'Université Catholique Fu Jen à Taïwan.

## Membres

### Hong Kong
- Faculté Chung Chi, Université chinoise de Hong Kong
- Université baptiste de Hong Kong
- Université Lingnan

### Inde
- Université Christ
- Faculté de Madame Doak

### Indonésie
- Université Chrétienne d’Indonésie
- Université Atma Jaya Yogyakarta
- Université Chrétienne Duta Wacana
- Université Chrétienne Krida Wacana
- Université Chrétienne Maranatha
- Université Catholique Parahyangan
- Université Chrétienne Petra
- Université Sanata Dharma
- Université Chrétienne Satya Wacana
- Université Catholique Soegijapranata
- Université Chrétienne d’Indonésie
- Université Pelita Harapan
- Université du HKBP Nommensen

### Japon
- Université Aoyama Gakuin
- Université Dōshisha
- International Christian University
- Université Kwansei gakuin
- Université Meiji Gakuin
- Université Momoyama Gakuin
- Université Nanzan
- Université Oberlin
- Université Seigakuin
- Université Tōhoku gakuin

### Corée
- Université pour femmes Ewha
- Université Handong
- Université Hannam
- Université Jeonju
- Université Keimyung
- Université Mokwon
- Université Sogang
- Université Soongsil
- Université Yonsei

### Philippines
- Université Ateneo de Manila
- Université centrale des Philippines
- Université de La Salle (Manille)
- Université Chrétienne Filamer
- Faculté Miriam
- Université Chrétienne Philippine
- Université Silliman
- Université St. Paul Philippines
- Université Trinité d’Asie

### Taïwan
- Université Chrétienne Chang Jung
- Université Chrétienne Chung Yuan
- Université catholique Fu-Jen
- Université Providence
- Université Soochow
- Université St. John (Taiwan)
- Université Tunghai
- Université des langues Ursuline Wenzao

### Thaïlande
- Université Internationale de l’Asie-Pacifique
- Université Assomption de Thaïlande
- Université Chrétienne de Thaïlande
- Université Payap